# 西村幸夫
西村 幸夫（にしむら ゆきお、1952年4月9日 - ）は、日本の都市工学者。國學院大學観光まちづくり学部学部長。専門は、都市計画・都市保全計画・都市景観計画・市民主体のまちづくり。学位は、工学博士。
東京大学大学院工学系研究科都市工学専攻教授。東京大学先端科学技術研究センター長・東京大学副学長を歴任。國學院大學観光まちづくり学部初代学部長。

## 経歴
福岡県福岡市生まれ。福岡県立修猷館高等学校を経て、1977年、東京大学工学部都市工学科卒業、1982年、同大学院工学系研究科博士課程修了。
明治大学工学部建築学科助手、東京大学工学部都市工学科助教授を経て、1996年、同教授。2008年より同大学先端科学技術研究センター教授を兼務。2011年、東京大学副学長に就任する。この間アジア工科大学助教授、MIT客員研究員、コロンビア大学客員研究員、社会科学高等研究院客員教授などを歴任。2013年4月-2016年3月、東京大学先端科学技術研究センター長。
2020年4月、國學院大學新学部設置準備室長を経て、2022年4月、國學院大學観光まちづくり学部長に就任。

## 受賞歴
- 1991年度 日本建築学会奨励賞（論文）
- 1996年度 日本建築学会賞（論文）
- 1998年度 日本不動産学会著作賞（『環境保全と景観創造』）
- 2003年度 韓国文化観光省優秀学術図書賞（『都市の風景計画』（韓国語版））
- 2005年度 日本都市計画学会論文賞（『都市保全計画』）

## 著書

### 単書
- 『歴史を生かしたまちづくり：英国シビック・デザイン運動から』（古今書院、1993年）
- 『アメリカの歴史的環境保全』（実教出版社、1994年）
- 『Civic trust：英国の環境デザイン《1978〜1991》』（駸々堂、1995年）
- 『町並みまちづくり物語』（古今書院、1997年）
- 『環境保全と景観創造：これからの都市風景へ向けて』（鹿島出版会、1997年）
- 『西村幸夫都市論ノート：景観・まちづくり・都市デザイン』（鹿島出版会、2000年）
- 『都市保全計画：歴史・文化・自然を活かしたまちづくり』（東京大学出版会、2004年）
- 『西村幸夫風景論ノート：景観法・町並み・再生』（鹿島出版会、2008年）
- 『西村幸夫文化・観光論ノート：歴史まちづくり・景観整備』（鹿島出版会、2018年）
- 『まちを想う：西村幸夫講演・対談集』（鹿島出版会、2018年）
- 『県都物語：47都心空間の近代をあるく』（有斐閣、2018年）

### 編著
- 『路地からのまちづくり』（学芸出版社、2006年）
- 『観光まちづくり：まち自慢からはじまる地域マネジメント』（学芸出版社、2009年）

### 共編著
- （町並み研究会）『都市の風景計画：欧米の景観コントロール：手法と実際』（学芸出版会、2000年）
- （寺西俊一）『地域再生の環境学』（東京大学出版会、2006年）
- （石原武政）『まちづくりを学ぶ：地域再生の見取り図』（有斐閣、2010年）
- （野澤康）『まちの見方・調べ方：地域づくりのための調査法入門』（朝倉書店、2010年）
- （伊藤穀・中井祐）『風景の思想』（学芸出版社、2012年）
- （本中眞）『世界文化遺産の思想』（東京大学出版会、2017年）

### 訳書
- スメート・ジュムサイ 『水の神ナーガ』（鹿島出版会、1992年）
- アラン・ジェイコブス 『サンフランシスコ都市計画局長の闘い』（共訳、 学芸出版社、1998年）